# Familia de Henry Ford

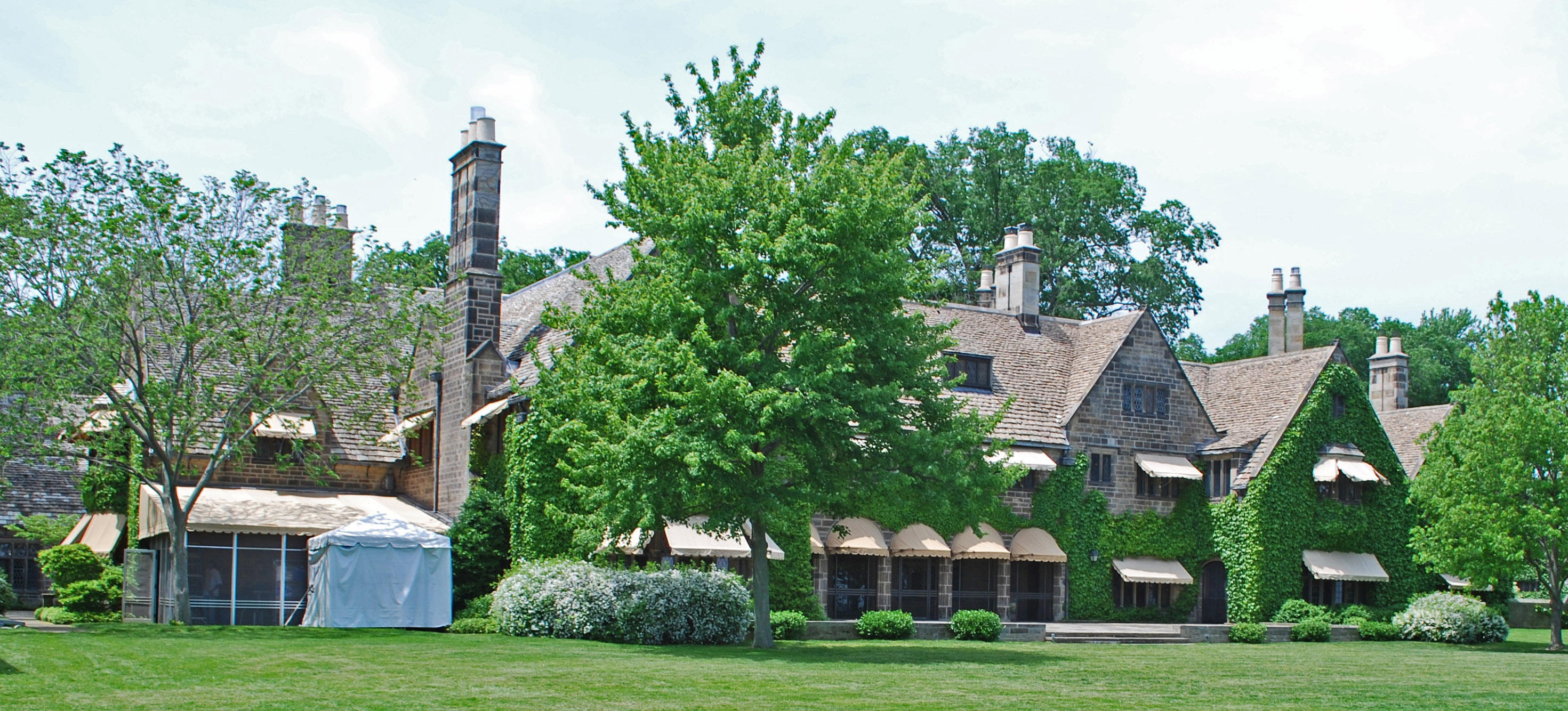
Casa Edsel y Eleanor Ford junto al lago Sainte-Claire

La familia de Henry Ford, vinculada al estado estadounidense de Míchigan, es conocida por su influencia en la empresa fabricante de automóviles Ford Motor Company, fundada por Henry Ford a principios del siglo XX. El nieto de Henry, William Clay Ford Sr. y su familia también han controlado desde finales de 1963 la franquicia de los Detroit Lions, un equipo de la National Football League.
Aunque la participación de la familia Ford en el fabricante de automóviles se había reducido a menos del 50 % del capital de la empresa a 2010, la familia retuvo el control operativo a través de un acuerdo especial que se estableció al principio de la historia de la empresa, que se mantuvo cuando fue objeto de una oferta pública de venta en 1956. La familia es propietaria de todas las Participaciones de Clase B de la empresa, lo que les da el derecho colectivo de elegir al 40 % del consejo de administración de la empresa, siendo el 60 % restante elegido por los titulares de las acciones comunes de la empresa que cotizan en bolsa.

## Árbol genealógico
|                                     |                                     |                                     |                                     | Sebastian Ford (1749—?)             |                                     |                            |                            |                                   |                                   |                                     |                                     |                                     |                                     |                                     |                                     |                                    |                                    |                                    |                                    |                                    |                                    |                                   |                                   |                                   |                                   |                                  |                                  |                                  |                                  |                            |                            |                                             |                                             |                                             |                                             |                                             |                                             |                        |                        |                                       |                                       |                                       |                                       |                                       |                                       |                       |                       |                                   |                                   |                                   |                                   |                                     |                                     |                                     |                                     |                                     |                                     |                                   |                                   |                                   |                                   |                             |                             |                                   |                                   |                                   |                                   |                                   |                                   |  |  |  |  |  |  |  |  |  |  |  |  |  |  |  |  |  |  |  |  |  |  |  |  |  |  |  |  |  |  |  |  |  |  |
|                                     |                                     |                                     |                                     |                                     |                                     |                            |                            |                                   |                                   |                                     |                                     |                                     |                                     |                                     |                                     |                                    |                                    |                                    |                                    |                                    |                                    |                                   |                                   |                                   |                                   |                                  |                                  |                                  |                                  |                            |                            |                                             |                                             |                                             |                                             |                                             |                                             |                        |                        |                                       |                                       |                                       |                                       |                                       |                                       |                       |                       |                                   |                                   |                                   |                                   |                                     |                                     |                                     |                                     |                                     |                                     |                                   |                                   |                                   |                                   |                             |                             |                                   |                                   |                                   |                                   |                                   |                                   |  |  |  |  |  |  |  |  |  |  |  |  |  |  |  |  |  |  |  |  |  |  |  |  |  |  |  |  |  |  |  |  |  |  |
|                                     |                                     |                                     |                                     | William Ford (1775—1818?)           | William Ford (1775—1818?)           | William Ford (1775—1818?)  | William Ford (1775—1818?)  | William Ford (1775—1818?)         | William Ford (1775—1818?)         |                                     |                                     |                                     |                                     |                                     |                                     | Rebecca Jennings (1776—1851)       | Rebecca Jennings (1776—1851)       | Rebecca Jennings (1776—1851)       | Rebecca Jennings (1776—1851)       | Rebecca Jennings (1776—1851)       | Rebecca Jennings (1776—1851)       |                                   |                                   |                                   |                                   |                                  |                                  |                                  |                                  |                            |                            |                                             |                                             |                                             |                                             |                                             |                                             |                        |                        |                                       |                                       |                                       |                                       |                                       |                                       |                       |                       |                                   |                                   |                                   |                                   |                                     |                                     |                                     |                                     |                                     |                                     |                                   |                                   |                                   |                                   |                             |                             |                                   |                                   |                                   |                                   |                                   |                                   |  |  |  |  |  |  |  |  |  |  |  |  |  |  |  |  |  |  |  |  |  |  |  |  |  |  |  |  |  |  |  |  |  |  |
|                                     |                                     |                                     |                                     | William Ford (1775—1818?)           | William Ford (1775—1818?)           | William Ford (1775—1818?)  | William Ford (1775—1818?)  | William Ford (1775—1818?)         | William Ford (1775—1818?)         |                                     |                                     |                                     |                                     |                                     |                                     | Rebecca Jennings (1776—1851)       | Rebecca Jennings (1776—1851)       | Rebecca Jennings (1776—1851)       | Rebecca Jennings (1776—1851)       | Rebecca Jennings (1776—1851)       | Rebecca Jennings (1776—1851)       |                                   |                                   |                                   |                                   |                                  |                                  |                                  |                                  |                            |                            |                                             |                                             |                                             |                                             |                                             |                                             |                        |                        |                                       |                                       |                                       |                                       |                                       |                                       |                       |                       |                                   |                                   |                                   |                                   |                                     |                                     |                                     |                                     |                                     |                                     |                                   |                                   |                                   |                                   |                             |                             |                                   |                                   |                                   |                                   |                                   |                                   |  |  |  |  |  |  |  |  |  |  |  |  |  |  |  |  |  |  |  |  |  |  |  |  |  |  |  |  |  |  |  |  |  |  |
|                                     |                                     |                                     |                                     |                                     |                                     |                            |                            |                                   |                                   |                                     |                                     |                                     |                                     |                                     |                                     |                                    |                                    |                                    |                                    |                                    |                                    |                                   |                                   |                                   |                                   |                                  |                                  |                                  |                                  |                            |                            |                                             |                                             |                                             |                                             |                                             |                                             |                        |                        |                                       |                                       |                                       |                                       |                                       |                                       |                       |                       |                                   |                                   |                                   |                                   |                                     |                                     |                                     |                                     |                                     |                                     |                                   |                                   |                                   |                                   |                             |                             |                                   |                                   |                                   |                                   |                                   |                                   |  |  |  |  |  |  |  |  |  |  |  |  |  |  |  |  |  |  |  |  |  |  |  |  |  |  |  |  |  |  |  |  |  |  |
|                                     |                                     |                                     |                                     |                                     |                                     |                            |                            |                                   |                                   |                                     |                                     |                                     |                                     |                                     |                                     |                                    |                                    |                                    |                                    |                                    |                                    |                                   |                                   |                                   |                                   |                                  |                                  |                                  |                                  |                            |                            |                                             |                                             |                                             |                                             |                                             |                                             |                        |                        |                                       |                                       |                                       |                                       |                                       |                                       |                       |                       |                                   |                                   |                                   |                                   |                                     |                                     |                                     |                                     |                                     |                                     |                                   |                                   |                                   |                                   |                             |                             |                                   |                                   |                                   |                                   |                                   |                                   |  |  |  |  |  |  |  |  |  |  |  |  |  |  |  |  |  |  |  |  |  |  |  |  |  |  |  |  |  |  |  |  |  |  |
|                                     |                                     | Samuel Ford (c. 1792—1842)          | Samuel Ford (c. 1792—1842)          | Samuel Ford (c. 1792—1842)          | Samuel Ford (c. 1792—1842)          | Samuel Ford (c. 1792—1842) | Samuel Ford (c. 1792—1842) |                                   |                                   | Jonathan "John" Ford (c. 1799—1864) | Jonathan "John" Ford (c. 1799—1864) | Jonathan "John" Ford (c. 1799—1864) | Jonathan "John" Ford (c. 1799—1864) | Jonathan "John" Ford (c. 1799—1864) | Jonathan "John" Ford (c. 1799—1864) |                                    |                                    | Thomasine Smith (1803—1847)        | Thomasine Smith (1803—1847)        | Thomasine Smith (1803—1847)        | Thomasine Smith (1803—1847)        | Thomasine Smith (1803—1847)       | Thomasine Smith (1803—1847)       |                                   |                                   | George Ford (c. 1811—1864)       | George Ford (c. 1811—1864)       | George Ford (c. 1811—1864)       | George Ford (c. 1811—1864)       | George Ford (c. 1811—1864) | George Ford (c. 1811—1864) |                                             |                                             | Henry Ford (c. 1813—?)                      | Henry Ford (c. 1813—?)                      | Henry Ford (c. 1813—?)                      | Henry Ford (c. 1813—?)                      | Henry Ford (c. 1813—?) | Henry Ford (c. 1813—?) |                                       |                                       | Stephen Ford (1815—?)                 | Stephen Ford (1815—?)                 | Stephen Ford (1815—?)                 | Stephen Ford (1815—?)                 | Stephen Ford (1815—?) | Stephen Ford (1815—?) |                                   |                                   |                                   |                                   |                                     |                                     |                                     |                                     |                                     |                                     |                                   |                                   |                                   |                                   |                             |                             |                                   |                                   |                                   |                                   |                                   |                                   |  |  |  |  |  |  |  |  |  |  |  |  |  |  |  |  |  |  |  |  |  |  |  |  |  |  |  |  |  |  |  |  |  |  |
|                                     |                                     | Samuel Ford (c. 1792—1842)          | Samuel Ford (c. 1792—1842)          | Samuel Ford (c. 1792—1842)          | Samuel Ford (c. 1792—1842)          | Samuel Ford (c. 1792—1842) | Samuel Ford (c. 1792—1842) |                                   |                                   | Jonathan "John" Ford (c. 1799—1864) | Jonathan "John" Ford (c. 1799—1864) | Jonathan "John" Ford (c. 1799—1864) | Jonathan "John" Ford (c. 1799—1864) | Jonathan "John" Ford (c. 1799—1864) | Jonathan "John" Ford (c. 1799—1864) |                                    |                                    | Thomasine Smith (1803—1847)        | Thomasine Smith (1803—1847)        | Thomasine Smith (1803—1847)        | Thomasine Smith (1803—1847)        | Thomasine Smith (1803—1847)       | Thomasine Smith (1803—1847)       |                                   |                                   | George Ford (c. 1811—1864)       | George Ford (c. 1811—1864)       | George Ford (c. 1811—1864)       | George Ford (c. 1811—1864)       | George Ford (c. 1811—1864) | George Ford (c. 1811—1864) |                                             |                                             | Henry Ford (c. 1813—?)                      | Henry Ford (c. 1813—?)                      | Henry Ford (c. 1813—?)                      | Henry Ford (c. 1813—?)                      | Henry Ford (c. 1813—?) | Henry Ford (c. 1813—?) |                                       |                                       | Stephen Ford (1815—?)                 | Stephen Ford (1815—?)                 | Stephen Ford (1815—?)                 | Stephen Ford (1815—?)                 | Stephen Ford (1815—?) | Stephen Ford (1815—?) |                                   |                                   |                                   |                                   |                                     |                                     |                                     |                                     |                                     |                                     |                                   |                                   |                                   |                                   |                             |                             |                                   |                                   |                                   |                                   |                                   |                                   |  |  |  |  |  |  |  |  |  |  |  |  |  |  |  |  |  |  |  |  |  |  |  |  |  |  |  |  |  |  |  |  |  |  |
|                                     |                                     |                                     |                                     |                                     |                                     |                            |                            |                                   |                                   |                                     |                                     |                                     |                                     |                                     |                                     |                                    |                                    |                                    |                                    |                                    |                                    |                                   |                                   |                                   |                                   |                                  |                                  |                                  |                                  |                            |                            |                                             |                                             |                                             |                                             |                                             |                                             |                        |                        |                                       |                                       |                                       |                                       |                                       |                                       |                       |                       |                                   |                                   |                                   |                                   |                                     |                                     |                                     |                                     |                                     |                                     |                                   |                                   |                                   |                                   |                             |                             |                                   |                                   |                                   |                                   |                                   |                                   |  |  |  |  |  |  |  |  |  |  |  |  |  |  |  |  |  |  |  |  |  |  |  |  |  |  |  |  |  |  |  |  |  |  |
|                                     |                                     |                                     |                                     |                                     |                                     |                            |                            |                                   |                                   |                                     |                                     |                                     |                                     |                                     |                                     |                                    |                                    |                                    |                                    |                                    |                                    |                                   |                                   |                                   |                                   |                                  |                                  |                                  |                                  |                            |                            |                                             |                                             |                                             |                                             |                                             |                                             |                        |                        |                                       |                                       |                                       |                                       |                                       |                                       |                       |                       |                                   |                                   |                                   |                                   |                                     |                                     |                                     |                                     |                                     |                                     |                                   |                                   |                                   |                                   |                             |                             |                                   |                                   |                                   |                                   |                                   |                                   |  |  |  |  |  |  |  |  |  |  |  |  |  |  |  |  |  |  |  |  |  |  |  |  |  |  |  |  |  |  |  |  |  |  |
| Rebecca Ford [Flaherty] (1825—1895) | Rebecca Ford [Flaherty] (1825—1895) | Rebecca Ford [Flaherty] (1825—1895) | Rebecca Ford [Flaherty] (1825—1895) | Rebecca Ford [Flaherty] (1825—1895) | Rebecca Ford [Flaherty] (1825—1895) |                            |                            | William Ford (1826—1905)          | William Ford (1826—1905)          | William Ford (1826—1905)            | William Ford (1826—1905)            | William Ford (1826—1905)            | William Ford (1826—1905)            |                                     |                                     | Mary Litogot O'Hern (c. 1839—1876) | Mary Litogot O'Hern (c. 1839—1876) | Mary Litogot O'Hern (c. 1839—1876) | Mary Litogot O'Hern (c. 1839—1876) | Mary Litogot O'Hern (c. 1839—1876) | Mary Litogot O'Hern (c. 1839—1876) |                                   |                                   | Jane Ford [Smith] (1829—1851)     | Jane Ford [Smith] (1829—1851)     | Jane Ford [Smith] (1829—1851)    | Jane Ford [Smith] (1829—1851)    | Jane Ford [Smith] (1829—1851)    | Jane Ford [Smith] (1829—1851)    |                            |                            | Henry Ford Sr. (1840—1901)                  | Henry Ford Sr. (1840—1901)                  | Henry Ford Sr. (1840—1901)                  | Henry Ford Sr. (1840—1901)                  | Henry Ford Sr. (1840—1901)                  | Henry Ford Sr. (1840—1901)                  |                        |                        | Mary Ford [Ford] (c. 1832—1882)       | Mary Ford [Ford] (c. 1832—1882)       | Mary Ford [Ford] (c. 1832—1882)       | Mary Ford [Ford] (c. 1832—1882)       | Mary Ford [Ford] (c. 1832—1882)       | Mary Ford [Ford] (c. 1832—1882)       |                       |                       | Nancy Ford [Flaherty] (1834—1920) | Nancy Ford [Flaherty] (1834—1920) | Nancy Ford [Flaherty] (1834—1920) | Nancy Ford [Flaherty] (1834—1920) | Nancy Ford [Flaherty] (1834—1920)   | Nancy Ford [Flaherty] (1834—1920)   |                                     |                                     | Samuel Ford (1837—1884)             | Samuel Ford (1837—1884)             | Samuel Ford (1837—1884)           | Samuel Ford (1837—1884)           | Samuel Ford (1837—1884)           | Samuel Ford (1837—1884)           |                             |                             |                                   |                                   |                                   |                                   |                                   |                                   |  |  |  |  |  |  |  |  |  |  |  |  |  |  |  |  |  |  |  |  |  |  |  |  |  |  |  |  |  |  |  |  |  |  |
| Rebecca Ford [Flaherty] (1825—1895) | Rebecca Ford [Flaherty] (1825—1895) | Rebecca Ford [Flaherty] (1825—1895) | Rebecca Ford [Flaherty] (1825—1895) | Rebecca Ford [Flaherty] (1825—1895) | Rebecca Ford [Flaherty] (1825—1895) |                            |                            | William Ford (1826—1905)          | William Ford (1826—1905)          | William Ford (1826—1905)            | William Ford (1826—1905)            | William Ford (1826—1905)            | William Ford (1826—1905)            |                                     |                                     | Mary Litogot O'Hern (c. 1839—1876) | Mary Litogot O'Hern (c. 1839—1876) | Mary Litogot O'Hern (c. 1839—1876) | Mary Litogot O'Hern (c. 1839—1876) | Mary Litogot O'Hern (c. 1839—1876) | Mary Litogot O'Hern (c. 1839—1876) |                                   |                                   | Jane Ford [Smith] (1829—1851)     | Jane Ford [Smith] (1829—1851)     | Jane Ford [Smith] (1829—1851)    | Jane Ford [Smith] (1829—1851)    | Jane Ford [Smith] (1829—1851)    | Jane Ford [Smith] (1829—1851)    |                            |                            | Henry Ford Sr. (1840—1901)                  | Henry Ford Sr. (1840—1901)                  | Henry Ford Sr. (1840—1901)                  | Henry Ford Sr. (1840—1901)                  | Henry Ford Sr. (1840—1901)                  | Henry Ford Sr. (1840—1901)                  |                        |                        | Mary Ford [Ford] (c. 1832—1882)       | Mary Ford [Ford] (c. 1832—1882)       | Mary Ford [Ford] (c. 1832—1882)       | Mary Ford [Ford] (c. 1832—1882)       | Mary Ford [Ford] (c. 1832—1882)       | Mary Ford [Ford] (c. 1832—1882)       |                       |                       | Nancy Ford [Flaherty] (1834—1920) | Nancy Ford [Flaherty] (1834—1920) | Nancy Ford [Flaherty] (1834—1920) | Nancy Ford [Flaherty] (1834—1920) | Nancy Ford [Flaherty] (1834—1920)   | Nancy Ford [Flaherty] (1834—1920)   |                                     |                                     | Samuel Ford (1837—1884)             | Samuel Ford (1837—1884)             | Samuel Ford (1837—1884)           | Samuel Ford (1837—1884)           | Samuel Ford (1837—1884)           | Samuel Ford (1837—1884)           |                             |                             |                                   |                                   |                                   |                                   |                                   |                                   |  |  |  |  |  |  |  |  |  |  |  |  |  |  |  |  |  |  |  |  |  |  |  |  |  |  |  |  |  |  |  |  |  |  |
|                                     |                                     |                                     |                                     |                                     |                                     |                            |                            |                                   |                                   |                                     |                                     |                                     |                                     |                                     |                                     |                                    |                                    |                                    |                                    |                                    |                                    |                                   |                                   |                                   |                                   |                                  |                                  |                                  |                                  |                            |                            |                                             |                                             |                                             |                                             |                                             |                                             |                        |                        |                                       |                                       |                                       |                                       |                                       |                                       |                       |                       |                                   |                                   |                                   |                                   |                                     |                                     |                                     |                                     |                                     |                                     |                                   |                                   |                                   |                                   |                             |                             |                                   |                                   |                                   |                                   |                                   |                                   |  |  |  |  |  |  |  |  |  |  |  |  |  |  |  |  |  |  |  |  |  |  |  |  |  |  |  |  |  |  |  |  |  |  |
|                                     |                                     |                                     |                                     |                                     |                                     |                            |                            |                                   |                                   |                                     |                                     |                                     |                                     |                                     |                                     |                                    |                                    |                                    |                                    |                                    |                                    |                                   |                                   |                                   |                                   |                                  |                                  |                                  |                                  |                            |                            |                                             |                                             |                                             |                                             |                                             |                                             |                        |                        |                                       |                                       |                                       |                                       |                                       |                                       |                       |                       |                                   |                                   |                                   |                                   |                                     |                                     |                                     |                                     |                                     |                                     |                                   |                                   |                                   |                                   |                             |                             |                                   |                                   |                                   |                                   |                                   |                                   |  |  |  |  |  |  |  |  |  |  |  |  |  |  |  |  |  |  |  |  |  |  |  |  |  |  |  |  |  |  |  |  |  |  |
| Fallecido al nacer (1861—1861)      | Fallecido al nacer (1861—1861)      | Fallecido al nacer (1861—1861)      | Fallecido al nacer (1861—1861)      | Fallecido al nacer (1861—1861)      | Fallecido al nacer (1861—1861)      |                            |                            | (Fundador) Henry Ford (1863—1947) | (Fundador) Henry Ford (1863—1947) | (Fundador) Henry Ford (1863—1947)   | (Fundador) Henry Ford (1863—1947)   | (Fundador) Henry Ford (1863—1947)   | (Fundador) Henry Ford (1863—1947)   |                                     |                                     | Clara Bryant Ford (1866—1950)      | Clara Bryant Ford (1866—1950)      | Clara Bryant Ford (1866—1950)      | Clara Bryant Ford (1866—1950)      | Clara Bryant Ford (1866—1950)      | Clara Bryant Ford (1866—1950)      |                                   |                                   | John Ford (c. 1865—1927)          | John Ford (c. 1865—1927)          | John Ford (c. 1865—1927)         | John Ford (c. 1865—1927)         | John Ford (c. 1865—1927)         | John Ford (c. 1865—1927)         |                            |                            | Margaret Ford [Ruddiman] (1867—1960)        | Margaret Ford [Ruddiman] (1867—1960)        | Margaret Ford [Ruddiman] (1867—1960)        | Margaret Ford [Ruddiman] (1867—1960)        | Margaret Ford [Ruddiman] (1867—1960)        | Margaret Ford [Ruddiman] (1867—1960)        |                        |                        | Jane Ford (c. 1869—1906)              | Jane Ford (c. 1869—1906)              | Jane Ford (c. 1869—1906)              | Jane Ford (c. 1869—1906)              | Jane Ford (c. 1869—1906)              | Jane Ford (c. 1869—1906)              |                       |                       | William Ford (1871—1959)          | William Ford (1871—1959)          | William Ford (1871—1959)          | William Ford (1871—1959)          | William Ford (1871—1959)            | William Ford (1871—1959)            |                                     |                                     | Robert Ford (1873—1934)             | Robert Ford (1873—1934)             | Robert Ford (1873—1934)           | Robert Ford (1873—1934)           | Robert Ford (1873—1934)           | Robert Ford (1873—1934)           |                             |                             | Fallecido al nacer (c. 1876—1876) | Fallecido al nacer (c. 1876—1876) | Fallecido al nacer (c. 1876—1876) | Fallecido al nacer (c. 1876—1876) | Fallecido al nacer (c. 1876—1876) | Fallecido al nacer (c. 1876—1876) |  |  |  |  |  |  |  |  |  |  |  |  |  |  |  |  |  |  |  |  |  |  |  |  |  |  |  |  |  |  |  |  |  |  |
| Fallecido al nacer (1861—1861)      | Fallecido al nacer (1861—1861)      | Fallecido al nacer (1861—1861)      | Fallecido al nacer (1861—1861)      | Fallecido al nacer (1861—1861)      | Fallecido al nacer (1861—1861)      |                            |                            | (Fundador) Henry Ford (1863—1947) | (Fundador) Henry Ford (1863—1947) | (Fundador) Henry Ford (1863—1947)   | (Fundador) Henry Ford (1863—1947)   | (Fundador) Henry Ford (1863—1947)   | (Fundador) Henry Ford (1863—1947)   |                                     |                                     | Clara Bryant Ford (1866—1950)      | Clara Bryant Ford (1866—1950)      | Clara Bryant Ford (1866—1950)      | Clara Bryant Ford (1866—1950)      | Clara Bryant Ford (1866—1950)      | Clara Bryant Ford (1866—1950)      |                                   |                                   | John Ford (c. 1865—1927)          | John Ford (c. 1865—1927)          | John Ford (c. 1865—1927)         | John Ford (c. 1865—1927)         | John Ford (c. 1865—1927)         | John Ford (c. 1865—1927)         |                            |                            | Margaret Ford [Ruddiman] (1867—1960)        | Margaret Ford [Ruddiman] (1867—1960)        | Margaret Ford [Ruddiman] (1867—1960)        | Margaret Ford [Ruddiman] (1867—1960)        | Margaret Ford [Ruddiman] (1867—1960)        | Margaret Ford [Ruddiman] (1867—1960)        |                        |                        | Jane Ford (c. 1869—1906)              | Jane Ford (c. 1869—1906)              | Jane Ford (c. 1869—1906)              | Jane Ford (c. 1869—1906)              | Jane Ford (c. 1869—1906)              | Jane Ford (c. 1869—1906)              |                       |                       | William Ford (1871—1959)          | William Ford (1871—1959)          | William Ford (1871—1959)          | William Ford (1871—1959)          | William Ford (1871—1959)            | William Ford (1871—1959)            |                                     |                                     | Robert Ford (1873—1934)             | Robert Ford (1873—1934)             | Robert Ford (1873—1934)           | Robert Ford (1873—1934)           | Robert Ford (1873—1934)           | Robert Ford (1873—1934)           |                             |                             | Fallecido al nacer (c. 1876—1876) | Fallecido al nacer (c. 1876—1876) | Fallecido al nacer (c. 1876—1876) | Fallecido al nacer (c. 1876—1876) | Fallecido al nacer (c. 1876—1876) | Fallecido al nacer (c. 1876—1876) |  |  |  |  |  |  |  |  |  |  |  |  |  |  |  |  |  |  |  |  |  |  |  |  |  |  |  |  |  |  |  |  |  |  |
|                                     |                                     |                                     |                                     |                                     |                                     |                            |                            |                                   |                                   |                                     |                                     |                                     |                                     |                                     |                                     |                                    |                                    |                                    |                                    |                                    |                                    |                                   |                                   |                                   |                                   |                                  |                                  |                                  |                                  |                            |                            |                                             |                                             |                                             |                                             |                                             |                                             |                        |                        |                                       |                                       |                                       |                                       |                                       |                                       |                       |                       |                                   |                                   |                                   |                                   |                                     |                                     |                                     |                                     |                                     |                                     |                                   |                                   |                                   |                                   |                             |                             |                                   |                                   |                                   |                                   |                                   |                                   |  |  |  |  |  |  |  |  |  |  |  |  |  |  |  |  |  |  |  |  |  |  |  |  |  |  |  |  |  |  |  |  |  |  |
|                                     |                                     |                                     |                                     |                                     |                                     |                            |                            |                                   |                                   |                                     |                                     | Edsel Bryant Ford (1893—1943)       | Edsel Bryant Ford (1893—1943)       | Edsel Bryant Ford (1893—1943)       | Edsel Bryant Ford (1893—1943)       | Edsel Bryant Ford (1893—1943)      | Edsel Bryant Ford (1893—1943)      |                                    |                                    | Eleanor Lowthian Clay (1896—1976)  | Eleanor Lowthian Clay (1896—1976)  | Eleanor Lowthian Clay (1896—1976) | Eleanor Lowthian Clay (1896—1976) | Eleanor Lowthian Clay (1896—1976) | Eleanor Lowthian Clay (1896—1976) |                                  |                                  |                                  |                                  |                            |                            |                                             |                                             |                                             |                                             |                                             |                                             |                        |                        |                                       |                                       |                                       |                                       |                                       |                                       |                       |                       |                                   |                                   |                                   |                                   | Harvey S. Firestone Jr. (1898—1973) | Harvey S. Firestone Jr. (1898—1973) | Harvey S. Firestone Jr. (1898—1973) | Harvey S. Firestone Jr. (1898—1973) | Harvey S. Firestone Jr. (1898—1973) | Harvey S. Firestone Jr. (1898—1973) |                                   |                                   | Elizabeth Parke (1897—1990)       | Elizabeth Parke (1897—1990)       | Elizabeth Parke (1897—1990) | Elizabeth Parke (1897—1990) | Elizabeth Parke (1897—1990)       | Elizabeth Parke (1897—1990)       |                                   |                                   |                                   |                                   |  |  |  |  |  |  |  |  |  |  |  |  |  |  |  |  |  |  |  |  |  |  |  |  |  |  |  |  |  |  |  |  |  |  |
|                                     |                                     |                                     |                                     |                                     |                                     |                            |                            |                                   |                                   |                                     |                                     | Edsel Bryant Ford (1893—1943)       | Edsel Bryant Ford (1893—1943)       | Edsel Bryant Ford (1893—1943)       | Edsel Bryant Ford (1893—1943)       | Edsel Bryant Ford (1893—1943)      | Edsel Bryant Ford (1893—1943)      |                                    |                                    | Eleanor Lowthian Clay (1896—1976)  | Eleanor Lowthian Clay (1896—1976)  | Eleanor Lowthian Clay (1896—1976) | Eleanor Lowthian Clay (1896—1976) | Eleanor Lowthian Clay (1896—1976) | Eleanor Lowthian Clay (1896—1976) |                                  |                                  |                                  |                                  |                            |                            |                                             |                                             |                                             |                                             |                                             |                                             |                        |                        |                                       |                                       |                                       |                                       |                                       |                                       |                       |                       |                                   |                                   |                                   |                                   | Harvey S. Firestone Jr. (1898—1973) | Harvey S. Firestone Jr. (1898—1973) | Harvey S. Firestone Jr. (1898—1973) | Harvey S. Firestone Jr. (1898—1973) | Harvey S. Firestone Jr. (1898—1973) | Harvey S. Firestone Jr. (1898—1973) |                                   |                                   | Elizabeth Parke (1897—1990)       | Elizabeth Parke (1897—1990)       | Elizabeth Parke (1897—1990) | Elizabeth Parke (1897—1990) | Elizabeth Parke (1897—1990)       | Elizabeth Parke (1897—1990)       |                                   |                                   |                                   |                                   |  |  |  |  |  |  |  |  |  |  |  |  |  |  |  |  |  |  |  |  |  |  |  |  |  |  |  |  |  |  |  |  |  |  |
|                                     |                                     |                                     |                                     |                                     |                                     |                            |                            |                                   |                                   |                                     |                                     |                                     |                                     |                                     |                                     |                                    |                                    |                                    |                                    |                                    |                                    |                                   |                                   |                                   |                                   |                                  |                                  |                                  |                                  |                            |                            |                                             |                                             |                                             |                                             |                                             |                                             |                        |                        |                                       |                                       |                                       |                                       |                                       |                                       |                       |                       |                                   |                                   |                                   |                                   |                                     |                                     |                                     |                                     |                                     |                                     |                                   |                                   |                                   |                                   |                             |                             |                                   |                                   |                                   |                                   |                                   |                                   |  |  |  |  |  |  |  |  |  |  |  |  |  |  |  |  |  |  |  |  |  |  |  |  |  |  |  |  |  |  |  |  |  |  |
|                                     |                                     |                                     |                                     |                                     |                                     |                            |                            |                                   |                                   |                                     |                                     |                                     |                                     |                                     |                                     |                                    |                                    |                                    |                                    |                                    |                                    |                                   |                                   |                                   |                                   |                                  |                                  |                                  |                                  |                            |                            |                                             |                                             |                                             |                                             |                                             |                                             |                        |                        |                                       |                                       |                                       |                                       |                                       |                                       |                       |                       |                                   |                                   |                                   |                                   |                                     |                                     |                                     |                                     |                                     |                                     |                                   |                                   |                                   |                                   |                             |                             |                                   |                                   |                                   |                                   |                                   |                                   |  |  |  |  |  |  |  |  |  |  |  |  |  |  |  |  |  |  |  |  |  |  |  |  |  |  |  |  |  |  |  |  |  |  |
| Henry Ford II (1917—1987)           | Henry Ford II (1917—1987)           | Henry Ford II (1917—1987)           | Henry Ford II (1917—1987)           | Henry Ford II (1917—1987)           | Henry Ford II (1917—1987)           |                            |                            | Anne McDonnell (1919—1996)        | Anne McDonnell (1919—1996)        | Anne McDonnell (1919—1996)          | Anne McDonnell (1919—1996)          | Anne McDonnell (1919—1996)          | Anne McDonnell (1919—1996)          |                                     |                                     | Benson Ford Sr. (1919—1978)        | Benson Ford Sr. (1919—1978)        | Benson Ford Sr. (1919—1978)        | Benson Ford Sr. (1919—1978)        | Benson Ford Sr. (1919—1978)        | Benson Ford Sr. (1919—1978)        |                                   |                                   | Edith McNaughton (1920—1980)      | Edith McNaughton (1920—1980)      | Edith McNaughton (1920—1980)     | Edith McNaughton (1920—1980)     | Edith McNaughton (1920—1980)     | Edith McNaughton (1920—1980)     |                            |                            | Josephine Clay Ford [Ford] (1923—2005)      | Josephine Clay Ford [Ford] (1923—2005)      | Josephine Clay Ford [Ford] (1923—2005)      | Josephine Clay Ford [Ford] (1923—2005)      | Josephine Clay Ford [Ford] (1923—2005)      | Josephine Clay Ford [Ford] (1923—2005)      |                        |                        | Walter Buhl Ford II (1920—1991)       | Walter Buhl Ford II (1920—1991)       | Walter Buhl Ford II (1920—1991)       | Walter Buhl Ford II (1920—1991)       | Walter Buhl Ford II (1920—1991)       | Walter Buhl Ford II (1920—1991)       |                       |                       | William Clay Ford Sr. (1925—2014) | William Clay Ford Sr. (1925—2014) | William Clay Ford Sr. (1925—2014) | William Clay Ford Sr. (1925—2014) | William Clay Ford Sr. (1925—2014)   | William Clay Ford Sr. (1925—2014)   |                                     |                                     | Martha Parke Firestone (n. 1925)    | Martha Parke Firestone (n. 1925)    | Martha Parke Firestone (n. 1925)  | Martha Parke Firestone (n. 1925)  | Martha Parke Firestone (n. 1925)  | Martha Parke Firestone (n. 1925)  |                             |                             |                                   |                                   |                                   |                                   |                                   |                                   |  |  |  |  |  |  |  |  |  |  |  |  |  |  |  |  |  |  |  |  |  |  |  |  |  |  |  |  |  |  |  |  |  |  |
| Henry Ford II (1917—1987)           | Henry Ford II (1917—1987)           | Henry Ford II (1917—1987)           | Henry Ford II (1917—1987)           | Henry Ford II (1917—1987)           | Henry Ford II (1917—1987)           |                            |                            | Anne McDonnell (1919—1996)        | Anne McDonnell (1919—1996)        | Anne McDonnell (1919—1996)          | Anne McDonnell (1919—1996)          | Anne McDonnell (1919—1996)          | Anne McDonnell (1919—1996)          |                                     |                                     | Benson Ford Sr. (1919—1978)        | Benson Ford Sr. (1919—1978)        | Benson Ford Sr. (1919—1978)        | Benson Ford Sr. (1919—1978)        | Benson Ford Sr. (1919—1978)        | Benson Ford Sr. (1919—1978)        |                                   |                                   | Edith McNaughton (1920—1980)      | Edith McNaughton (1920—1980)      | Edith McNaughton (1920—1980)     | Edith McNaughton (1920—1980)     | Edith McNaughton (1920—1980)     | Edith McNaughton (1920—1980)     |                            |                            | Josephine Clay Ford [Ford] (1923—2005)      | Josephine Clay Ford [Ford] (1923—2005)      | Josephine Clay Ford [Ford] (1923—2005)      | Josephine Clay Ford [Ford] (1923—2005)      | Josephine Clay Ford [Ford] (1923—2005)      | Josephine Clay Ford [Ford] (1923—2005)      |                        |                        | Walter Buhl Ford II (1920—1991)       | Walter Buhl Ford II (1920—1991)       | Walter Buhl Ford II (1920—1991)       | Walter Buhl Ford II (1920—1991)       | Walter Buhl Ford II (1920—1991)       | Walter Buhl Ford II (1920—1991)       |                       |                       | William Clay Ford Sr. (1925—2014) | William Clay Ford Sr. (1925—2014) | William Clay Ford Sr. (1925—2014) | William Clay Ford Sr. (1925—2014) | William Clay Ford Sr. (1925—2014)   | William Clay Ford Sr. (1925—2014)   |                                     |                                     | Martha Parke Firestone (n. 1925)    | Martha Parke Firestone (n. 1925)    | Martha Parke Firestone (n. 1925)  | Martha Parke Firestone (n. 1925)  | Martha Parke Firestone (n. 1925)  | Martha Parke Firestone (n. 1925)  |                             |                             |                                   |                                   |                                   |                                   |                                   |                                   |  |  |  |  |  |  |  |  |  |  |  |  |  |  |  |  |  |  |  |  |  |  |  |  |  |  |  |  |  |  |  |  |  |  |
|                                     |                                     |                                     |                                     |                                     |                                     |                            |                            |                                   |                                   |                                     |                                     |                                     |                                     |                                     |                                     |                                    |                                    |                                    |                                    |                                    |                                    |                                   |                                   |                                   |                                   |                                  |                                  |                                  |                                  |                            |                            |                                             |                                             |                                             |                                             |                                             |                                             |                        |                        |                                       |                                       |                                       |                                       |                                       |                                       |                       |                       |                                   |                                   |                                   |                                   |                                     |                                     |                                     |                                     |                                     |                                     |                                   |                                   |                                   |                                   |                             |                             |                                   |                                   |                                   |                                   |                                   |                                   |  |  |  |  |  |  |  |  |  |  |  |  |  |  |  |  |  |  |  |  |  |  |  |  |  |  |  |  |  |  |  |  |  |  |
|                                     |                                     |                                     |                                     |                                     |                                     |                            |                            |                                   |                                   |                                     |                                     |                                     |                                     |                                     |                                     |                                    |                                    |                                    |                                    |                                    |                                    |                                   |                                   |                                   |                                   |                                  |                                  |                                  |                                  |                            |                            |                                             |                                             |                                             |                                             |                                             |                                             |                        |                        |                                       |                                       |                                       |                                       |                                       |                                       |                       |                       |                                   |                                   |                                   |                                   |                                     |                                     |                                     |                                     |                                     |                                     |                                   |                                   |                                   |                                   |                             |                             |                                   |                                   |                                   |                                   |                                   |                                   |  |  |  |  |  |  |  |  |  |  |  |  |  |  |  |  |  |  |  |  |  |  |  |  |  |  |  |  |  |  |  |  |  |  |
| Charlotte M. Ford (n. 1941)         | Charlotte M. Ford (n. 1941)         | Charlotte M. Ford (n. 1941)         | Charlotte M. Ford (n. 1941)         | Charlotte M. Ford (n. 1941)         | Charlotte M. Ford (n. 1941)         |                            |                            | Anne Ford (n. 1943)               | Anne Ford (n. 1943)               | Anne Ford (n. 1943)                 | Anne Ford (n. 1943)                 | Anne Ford (n. 1943)                 | Anne Ford (n. 1943)                 |                                     |                                     | Edsel Ford II (n. 1948)            | Edsel Ford II (n. 1948)            | Edsel Ford II (n. 1948)            | Edsel Ford II (n. 1948)            | Edsel Ford II (n. 1948)            | Edsel Ford II (n. 1948)            |                                   |                                   | Walter Buhl Ford III (1943—2010)  | Walter Buhl Ford III (1943—2010)  | Walter Buhl Ford III (1943—2010) | Walter Buhl Ford III (1943—2010) | Walter Buhl Ford III (1943—2010) | Walter Buhl Ford III (1943—2010) |                            |                            | Eleanor Clay Ford [Sullivan] (n. 1946)      | Eleanor Clay Ford [Sullivan] (n. 1946)      | Eleanor Clay Ford [Sullivan] (n. 1946)      | Eleanor Clay Ford [Sullivan] (n. 1946)      | Eleanor Clay Ford [Sullivan] (n. 1946)      | Eleanor Clay Ford [Sullivan] (n. 1946)      |                        |                        | Josephine Clay Ford [Ingle] (n. 1949) | Josephine Clay Ford [Ingle] (n. 1949) | Josephine Clay Ford [Ingle] (n. 1949) | Josephine Clay Ford [Ingle] (n. 1949) | Josephine Clay Ford [Ingle] (n. 1949) | Josephine Clay Ford [Ingle] (n. 1949) |                       |                       | Alfred Brush Ford (n. 1950)       | Alfred Brush Ford (n. 1950)       | Alfred Brush Ford (n. 1950)       | Alfred Brush Ford (n. 1950)       | Alfred Brush Ford (n. 1950)         | Alfred Brush Ford (n. 1950)         |                                     |                                     |                                     |                                     |                                   |                                   |                                   |                                   |                             |                             |                                   |                                   |                                   |                                   |                                   |                                   |  |  |  |  |  |  |  |  |  |  |  |  |  |  |  |  |  |  |  |  |  |  |  |  |  |  |  |  |  |  |  |  |  |  |
| Charlotte M. Ford (n. 1941)         | Charlotte M. Ford (n. 1941)         | Charlotte M. Ford (n. 1941)         | Charlotte M. Ford (n. 1941)         | Charlotte M. Ford (n. 1941)         | Charlotte M. Ford (n. 1941)         |                            |                            | Anne Ford (n. 1943)               | Anne Ford (n. 1943)               | Anne Ford (n. 1943)                 | Anne Ford (n. 1943)                 | Anne Ford (n. 1943)                 | Anne Ford (n. 1943)                 |                                     |                                     | Edsel Ford II (n. 1948)            | Edsel Ford II (n. 1948)            | Edsel Ford II (n. 1948)            | Edsel Ford II (n. 1948)            | Edsel Ford II (n. 1948)            | Edsel Ford II (n. 1948)            |                                   |                                   | Walter Buhl Ford III (1943—2010)  | Walter Buhl Ford III (1943—2010)  | Walter Buhl Ford III (1943—2010) | Walter Buhl Ford III (1943—2010) | Walter Buhl Ford III (1943—2010) | Walter Buhl Ford III (1943—2010) |                            |                            | Eleanor Clay Ford [Sullivan] (n. 1946)      | Eleanor Clay Ford [Sullivan] (n. 1946)      | Eleanor Clay Ford [Sullivan] (n. 1946)      | Eleanor Clay Ford [Sullivan] (n. 1946)      | Eleanor Clay Ford [Sullivan] (n. 1946)      | Eleanor Clay Ford [Sullivan] (n. 1946)      |                        |                        | Josephine Clay Ford [Ingle] (n. 1949) | Josephine Clay Ford [Ingle] (n. 1949) | Josephine Clay Ford [Ingle] (n. 1949) | Josephine Clay Ford [Ingle] (n. 1949) | Josephine Clay Ford [Ingle] (n. 1949) | Josephine Clay Ford [Ingle] (n. 1949) |                       |                       | Alfred Brush Ford (n. 1950)       | Alfred Brush Ford (n. 1950)       | Alfred Brush Ford (n. 1950)       | Alfred Brush Ford (n. 1950)       | Alfred Brush Ford (n. 1950)         | Alfred Brush Ford (n. 1950)         |                                     |                                     |                                     |                                     |                                   |                                   |                                   |                                   |                             |                             |                                   |                                   |                                   |                                   |                                   |                                   |  |  |  |  |  |  |  |  |  |  |  |  |  |  |  |  |  |  |  |  |  |  |  |  |  |  |  |  |  |  |  |  |  |  |
|                                     |                                     |                                     |                                     |                                     |                                     |                            |                            |                                   |                                   |                                     |                                     |                                     |                                     |                                     |                                     |                                    |                                    |                                    |                                    |                                    |                                    |                                   |                                   |                                   |                                   |                                  |                                  |                                  |                                  |                            |                            |                                             |                                             |                                             |                                             |                                             |                                             |                        |                        |                                       |                                       |                                       |                                       |                                       |                                       |                       |                       |                                   |                                   |                                   |                                   |                                     |                                     |                                     |                                     |                                     |                                     |                                   |                                   |                                   |                                   |                             |                             |                                   |                                   |                                   |                                   |                                   |                                   |  |  |  |  |  |  |  |  |  |  |  |  |  |  |  |  |  |  |  |  |  |  |  |  |  |  |  |  |  |  |  |  |  |  |
| Elena Anne Ford (n. 1966)           | Elena Anne Ford (n. 1966)           | Elena Anne Ford (n. 1966)           | Elena Anne Ford (n. 1966)           | Elena Anne Ford (n. 1966)           | Elena Anne Ford (n. 1966)           |                            |                            |                                   |                                   |                                     |                                     |                                     |                                     |                                     |                                     | Benson Ford Jr. (n. 1949)          | Benson Ford Jr. (n. 1949)          | Benson Ford Jr. (n. 1949)          | Benson Ford Jr. (n. 1949)          | Benson Ford Jr. (n. 1949)          | Benson Ford Jr. (n. 1949)          |                                   |                                   | Lynn Ford [Alandt] (n. 1951)      | Lynn Ford [Alandt] (n. 1951)      | Lynn Ford [Alandt] (n. 1951)     | Lynn Ford [Alandt] (n. 1951)     | Lynn Ford [Alandt] (n. 1951)     | Lynn Ford [Alandt] (n. 1951)     |                            |                            | Martha Parke "Muffy" Ford [Morse] (n. 1948) | Martha Parke "Muffy" Ford [Morse] (n. 1948) | Martha Parke "Muffy" Ford [Morse] (n. 1948) | Martha Parke "Muffy" Ford [Morse] (n. 1948) | Martha Parke "Muffy" Ford [Morse] (n. 1948) | Martha Parke "Muffy" Ford [Morse] (n. 1948) |                        |                        | Sheila Ford Hamp (n. 1951)            | Sheila Ford Hamp (n. 1951)            | Sheila Ford Hamp (n. 1951)            | Sheila Ford Hamp (n. 1951)            | Sheila Ford Hamp (n. 1951)            | Sheila Ford Hamp (n. 1951)            |                       |                       | William Clay Ford Jr. (n. 1957)   | William Clay Ford Jr. (n. 1957)   | William Clay Ford Jr. (n. 1957)   | William Clay Ford Jr. (n. 1957)   | William Clay Ford Jr. (n. 1957)     | William Clay Ford Jr. (n. 1957)     |                                     |                                     | Elizabeth Ford Kontulis (n. 1961)   | Elizabeth Ford Kontulis (n. 1961)   | Elizabeth Ford Kontulis (n. 1961) | Elizabeth Ford Kontulis (n. 1961) | Elizabeth Ford Kontulis (n. 1961) | Elizabeth Ford Kontulis (n. 1961) |                             |                             |                                   |                                   |                                   |                                   |                                   |                                   |  |  |  |  |  |  |  |  |  |  |  |  |  |  |  |  |  |  |  |  |  |  |  |  |  |  |  |  |  |  |  |  |  |  |